# Jonah Jones
Pour les articles homonymes, voir Jones.
 (avril 2025).
Jonah Jones (Robert Elliott Jones) est un trompettiste de jazz américain né le 31 décembre 1909 à Louisville (Kentucky) et décédé le 30 avril 2000 à New York.

## Biographie
Jonah Jones commence à apprendre la musique à l’âge de 11 ans. Il commence sa carrière en jouant dans l’orchestre d’un « riverboat » du Mississippi. En 1928, il rejoint l’orchestre d’Horace Henderson, puis, en 1931, celui de Jimmie Lunceford.
De 1932 à 1934, il codirige à New York un combo avec le violoniste Stuff Smith. Il se produit ensuite dans l’éphémère orchestre de Lil Armstrong, avec les « McKinney's Cotton Pickers », dans la formation de Benny Carter, puis celle de Fletcher Henderson. De 1936 à 1940, il joue dans le « Stuff Smith Onyx club band ».
De 1941 à 1952, il est membre du big band de Cab Calloway dont il est l'un des solistes vedettes. Un titre du répertoire de l’orchestre lui est d’ailleurs dédié « Jonah Joins The Cab » (1941).
Après son départ de chez Cab Calloway, on le retrouve dans les orchestres d’Earl Hines, (1952-1953), de Joe Bushkin, puis de Lionel Hampton. En 1954, il fait une tournée en Europe. Lors de son passage en France, il enregistre avec Sidney Bechet.
À partir de 1955, il dirige son propre quartet. Jones enregistre pour le label « Capitol » de nombreux disques qui connaissent un grand succès dépassant le cadre du « public de jazz ». L’esthétique oscille entre dixieland et middle jazz. Certains de ces albums deviennent de véritables tubes (plus d’un million d’exemplaires vendus pour les 45 tours « On the street where you live » et « Baubles, bangles and beads »). Le trompettiste reçoit d’ailleurs, en 1960, un Grammy award (« Best jazz performance – group ») pour l’album « I Dig Chicks ! ». À partir de 1965, Jonah Jones est sous contrat avec le label « Decca » pour lequel il enregistre quelques albums dont, profitant du succès de la vogue « variété-mariachis » lancée par Herb Alpert, le très « commercial » « Tijuana Taxi ». Il se produit en Europe, notamment à la Grande Parade du Jazz de Nice, et au Cabaret de Monte-Carlo.
Si à partir de la fin des années 1960, Jonah Jones n’occupe plus le « devant de la scène », il reste actif jusqu’en 1993. Il s’éteint à l’âge de 90 ans.

## Discographie sélective
- 1953 : Dixie By The Fabulous Sidney Bechet  (Blue Note BLP 7026)
- 1959 : I Dig Chicks